# Vladimir Romanov

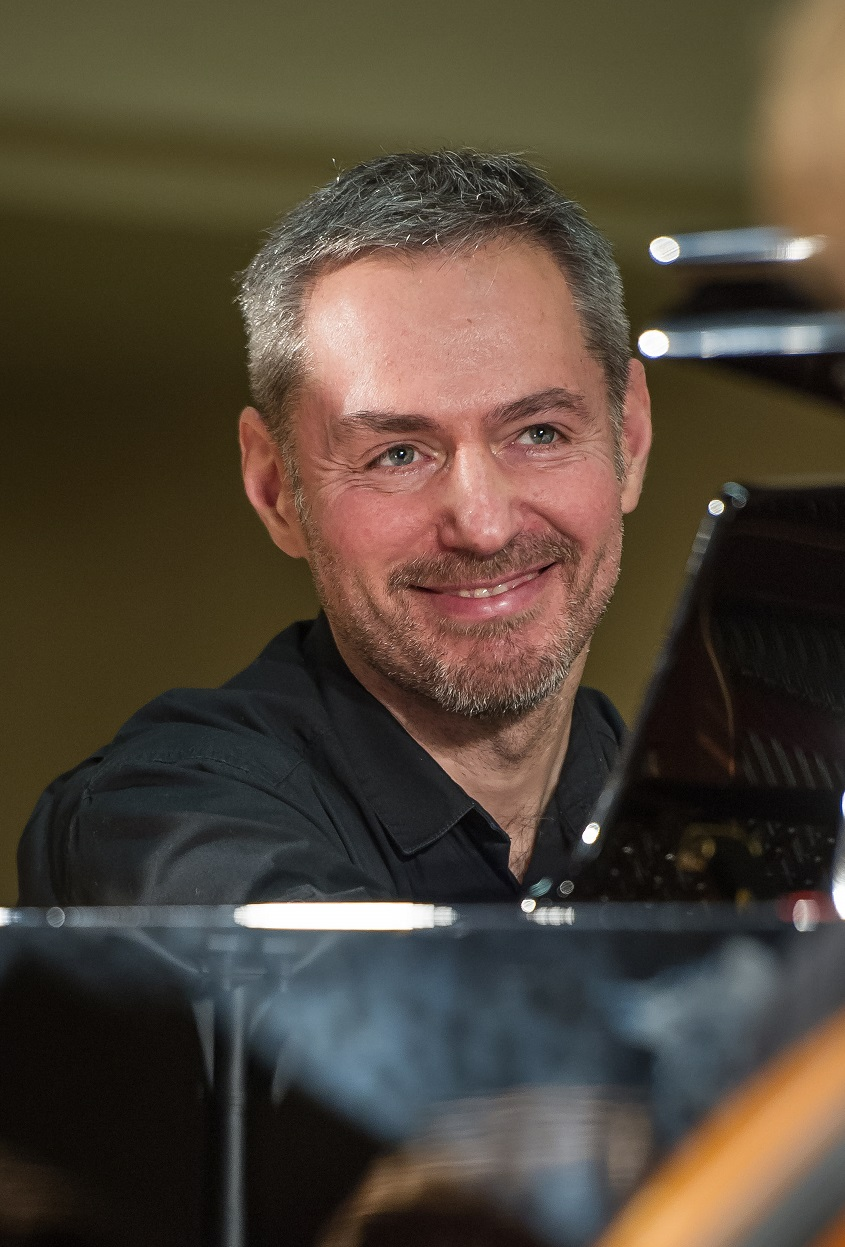
Vladimir Romanov, 2017

Vladimir Romanov (* 12. März 1964 in Moskau) ist ein russisch-deutscher Komponist und Pianist.

## Leben und Werk
Nach dem Studium am Moskauer Konservatorium arbeitete Romanov an der Bulgarischen Nationaloper in Sofia, am Griechischen Nationaltheater in Thessaloniki sowie am Kärntner Landeskonservatorium in Klagenfurt und beim Klagenfurter Ensemble. Seit 2002 lebt und arbeitet er in Stuttgart.
Zu seinen Kompositionen, die u. a. von den Stuttgarter Choristen, der Geigerin Elena Denisova und den Sopranistinnen  Gina Sanders und Irina Gulde aufgeführt werden, zählen:
- kammermusikalische Werke, zuletzt Concerto grosso in c-Moll (2010), Concerto in F-Dur und Concerto in a-Moll (2011), Partita für Violine in g-Moll (2012), Scherzo für Violine und Klavier (2016)
- Lieder, darunter Vertonungen von William Blake (Songs of Innocence and Experience, 2003) und Wolfgang Borchert (Lohe in der Nacht, 2012)
- der Zyklus Lena Lambert. Vier Gedichte für Mezzosopran, Violine, Cello und Klavier (2016)
- das Musical Lieber Horton (2008, erste Fassung 1984), Libretto von Elena Konson nach dem Kinderbuch Horton Hatches the Egg von Dr. Seuss, Aufführungen in Stuttgart 2009–2012 und Böblingen 2016
- das „Opernmysterium“ Aqua. Terra. Aether (2010), nach dem Märchen Die kleine Meerjungfrau von Hans Christian Andersen, Uraufführung am 13. Januar 2011 im Konzertsaal der Musikhochschule Stuttgart
- Dezember, nach dem Gedicht Der Dezember aus Erich Kästners Zyklus Die 13 Monate für gemischten Chor, Mezzosopran, Violine und Orgel (2016)
- Nachtgesang, eine Vertonung der ersten Strophe von Friedrich Hölderlins Gedicht Brod und Wein für Sopran und Klavier (2020).

Am 6. April 2014 erfolgte in der Stuttgarter Liederhalle die Premiere des großen, über einstündigen Oratoriums Stabat mater für Sopran, Violine, Chor und Orchester. Sie wurde vom Publikum begeistert aufgenommen. Weitere Aufführungen fanden 2017 in Brig (Schweiz) und 2018 in Auckland (Neuseeland) statt.
Romanov ist Mitglied der Stuttgarter Künstlervereinigung NeckArs.

## Nachweise
1. ↑  Vgl. die biographische Notiz auf seiner Webseite.
2. ↑  Vgl. die Kritik auf der Seite des Verbands deutscher KonzertChöre.

| Personendaten    | Personendaten                |
| ---------------- | ---------------------------- |
| NAME             | Romanov, Vladimir            |
| KURZBESCHREIBUNG | russisch-deutscher Komponist |
| GEBURTSDATUM     | 12. März 1964                |
| GEBURTSORT       | Moskau                       |